# Feast or Fired

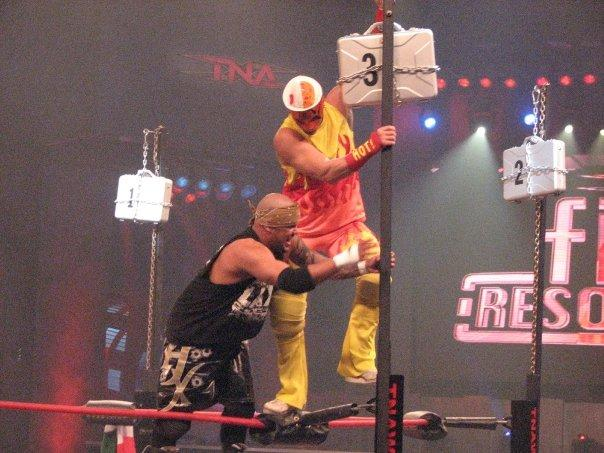
Curry Man i Homicide w Feast or Fired meczu na Final Resolution 2008

Feast or Fired – rodzaj walki charakterystyczny dla amerykańskiej federacji wrestlingu Impact Wrestling (dawniej Total Nonstop Action Wrestling). Pojedynek ten jest specjalną odmianą Object on a Pole matchu, w którym wrestlerzy starają się ściągnąć jedną z czterech walizek zawieszonych na słupach przy narożnikach ringu. Warunkiem zdobycia walizki jest opuszczenie z nią ringu i dotknięcie dwiema stopami podłogi poza polem walki. W poszczególnych neseserach znajdują się kontrakty na walkę o Impact Global Championship, Impact World Tag Team Championship, Impact X Division Championship, jak również zwolnienie z federacji. Feast or Fired odbywa się z przerwami od 2007 r. Jego formuła została zmieniona jednorazowo w 2017 r. i nosiła nazwę Race for the Case.

## Mecze
| Rok  | Miejsce (Data) | Zwycięzcy | Inni uczestnicy | Czas  |
| ---- | --- | --- | --- | ----- |
| 2007 | Turning Point (2 grudnia) | Scott Steiner (Walizka #2 – World Title match) Petey Williams (Walizka #4 – X Division Title match) B.G. James (Walizka #1 – Tag Team Title match) Senshi (Walizka #3 – Pink Slip)      | Shark Boy, Lance Hoyt, Christopher Daniels, Elix Skipper, Homicide, Hernandez, Kip James, Jimmy Rave, Chris Harris i Sonjay Dutt                                                                            | 12:00 |
| 2007 | - 13 grudnia Steiner pokonał Williamsa, Jamesa i Danielsa. Po meczu Jim Cornette zaproponował mu 50 000 dolarów za walizkę, lecz zawodnik nie zgodził się. Później Steiner zamienił się walizkami z Williamsem (Kanadyjczyk ostatecznie otrzymał walizkę z kontraktem na walkę o TNA World Heavyweight Championship), po czym później stwierdził, że chce swoją oryginalną walizkę z powrotem. Na Against All Odds Steiner zwyciężył Williamsa, wygrywając oba nesesery dzięki interwencji nieznanej kobiety, którą później przedstawiła się jako Rhaka Khan. 17 kwietnia 2008 r. Steiner ogłosił open challenge, na który odpowiedział Williams. Kanadyjczyk poniósł porażkę w wyniku ponownej interwencji Khan. Wkrótce Steiner zawiązał sojusz z Williamsem i oddał walizkę z kontraktem na walkę o X Division Championship. - 6 grudnia 2007 r. Christopher Daniels pokonał Senshiego w pojedynku, który sędziował Elix Skipper jako gościnny sędzia specjalny, i zdobył jego walizkę. Znajdowało się w niej zwolnienie, dlatego Daniels musiał opuścić federację. (Kayfabe) | | |       |
| 2008 | Final Resolution (7 grudnia) | Hernandez (Walizka #4 – World Title match) Homicide (Walizka #1 – X Division Title match) Jay Lethal (Walizka #2 – Tag Team Title match) Curry Man (Walizka #3 – Pink Slip)             | Alex Shelley, Chris Sabin, Jimmy Rave, Lance Rock, Sonjay Dutt, B.G. James, Consequences Creed, Cute Kip i Shark Boy.                                                                                       | 12:20 |
| 2008 | - W odcinku Impactu!, wyemitowanym 30 kwietnia, debiutująca grupa British Invasion ukradła walizkę Hernandezowi, lecz Meksykanin odzyskał ją po zwycięstwie nad Robem Terrym na Hard Justice. - W odcinku Impactu!, wyemitowanym 30 kwietnia, debiutująca grupa British Invasion ukradła walizkę Homicide’owi, lecz Meksykanin odzyskał ją po zwycięstwie nad Douglasem Williamsem w Ladder matchu, który odbył się 9 lipca 2009 r. w czasie Impactu!. - Curry Man został zwolniony. (Kayfabe) | | |       |
| 2009 | Final Resolution (20 grudnia) | Samoa Joe (Walizka #3 – World Title match) Rob Terry (Walizka #4 – X Division Title match) Kevin Nash (Walizka #1 – Tag Team Title match) Sheik Abdul Bashir (Walizka #2 – Pink Slip)   | Robert Roode, James Storm, Global Champion Eric Young, Homicide, Kiyoshi, Cody Deaner, Jay Lethal i Consequences Creed                                                                                      | 9:19  |
| 2009 | - Terry został zmuszony 19 stycznia 2010 r. przez swoich partnerów z British Invasion do oddania walizki Dougowi Williamsowi. - Bashir został zwolniony. (Legit) | | |       |
| 2013 | Impact Wrestling (12 grudnia) | Gunner (Walizka #1 – World Title match) Zema Ion (Walizka #2 – X Division Title match) Ethan Carter III (Walizka #3 – Tag Team Title match) Chavo Guerrero (Walizka #4 – Pink Slip)     | X Division Champion Austin Aries, Chris Sabin, Curry Man, Dewey Barnes, James Storm, Norv Fernum, Hernandez and Samoa Joe.                                                                                  | 14:12 |
| 2013 | - Gunner obronił walizkę w walce przeciwko Jamesowi Stormowi 26 grudnia 2013 r. Mecz zakończył się podwójnym wyliczeniem, co pozwoliło Gunnerowi zachować przedmiot. - Gunner obronił walizkę w walce przeciwko Jamesowi Stormowi w Briefcase on a Pole matchu 16 stycznia 2014 r. na Impact Wrestling: Genesis (emisja – 23 stycznia). - Gunner obronił walizkę 30 stycznia w Tag Team matchu z Jamesem Stormem przeciwko Bad Influence - Gunner obronił walizkę i zdobył kontrakt Cartera na walkę o Tag Team Championship w Tag Team Ladder match 31 stycznia. Gunner połączył siły z Jamesem Stormem, natomiast Carter zawiązał sojusz z Magnusem. Później Gunner oddał Stormowi walizkę z kontraktem na walkę o mistrzostwo tag teamowe. Mecz został wyemitowany 13 lutego. - Guerrero został zwolniony. (Legit) | | |       |
| 2015 | Impact Wrestling (emisja – 23 stycznia) | Austin Aries (Walizka #1 – World Title match) Rockstar Spud (Walizka #4 – X Division Title match) Magnus (Walizka #3 – Tag Team Title match) Velvet Sky (Walizka #2 – Pink Slip)        | Crazzy Steve, Samuel Shaw, Gunner, Jessie Godderz, DJ Z, Robbie E, Davey Richards, Eddie Edwards i Bram | 07:55 |
| 2015 | - 28 sierpnia 2015 r. współzałożyciele GFW, Jeff Jarrett i Karen Jarrett, odebrali walizke Magnusowi, ponieważ był częścią rosteru ich federacji i powierzyli ją Brianowi Myersowi i Trevor Lee. - Sky, wspierając Robbiego E przy ringu, wspięła się na narożnik i w jego imieniu zdjęła walizkę. Ponieważ ona była zdobywczynią walizki, w której było wypowiedzenie, musiała opuścić federację. (Kayfabe) | | |       |
| 2016 | Impact Wrestling (emisja – 26 stycznia) | Drew Galloway (Walizka #1 – World Title match) Eli Drake (Walizka #4 – King of the Mountain Title match) James Storm (Walizka #3 – Tag Team Title match) Grado (Walizka #2 – Pink Slip) | Bobby Roode, Robbie E, Aiden O’Shea, King of the Mountain Champion Eric Young, Bram, Jessie Godderz, Chris Melendez i Rockstar Spud                                                                         | 16:00 |
| 2016 | - Grado został zwolniony (kayfabe), lecz później okazało się, że Drake zajrzał do jego walizki, zanim pozwolono im je otworzyć, i przełożył satysfakcjonujący go dokument Grado do swojego nesesera, natomiast rywalowi podłożył zwolnienie. Gdy oszustwo zostało ujawnione, Grado otrzymał szansę zwrócenia pracy, jeśli pokona Drake’a w Ladder matchu, na szali którego znalazł się nowy kontrakt. Brytyjczyk wygrał pojedynek 16 marca. | | |       |
| 2018 | Impact! (emisja – 15 stycznia) | Moose (Walizka #4 – World Title match) Petey Williams (Walizka #2 – X Division Title match) Eli Drake (Walizka #3 – Tag Team Title match) Ethan Carter III (walizka #1 – Pink Slip)     | Rohit Raju, Taiji Ishimori, Trevor Lee, Caleb Konley, KM i Tyrus | 17:50 |
| 2018 | - Ethan Carter III został zwolniony. (Legit) - Eli Drake odebrał Moose’owi jego walizkę w Case vs. Case matchu (5 kwietnia). | | |       |
| 2023 | Impact 1000 (emisja – 14 września) | Moose (Walizka #2 – World Title match) Crazzy Steve (Walizka #1 – Digital Media Title match) Chris Bey (Walizka #3 – Tag Team Title match) Yuya Uemura (walizka #4 – Pink Slip)         | Alpha Bravo, Bhupinder Gujjar, Black Taurus, Brian Myers, Heath, Jai Vidal, Joe Hendry, Johnny Swinger, John Skyler, Jonathan Gresham, Kevin Knight, Kushida, Laredo Kid, PCO, Sami Callihan i Steve Maclin | 13:34 |
| 2023 | - Yuya Uemura został zwolniony. (Legit) | | |       |

## Statystyki Feast or Fired

### Wyniki
| Mistrzostwo                           | Zwycięstwa | Porażki | Ogółem |
| ------------------------------------- | ---------- | ------- | ------ |
| World Heavyweight/Global Championship | 2          | 6       | 8      |
| Digital Media Championship            | 0          | 1       | 1      |
| King of the Mountain Championship     | 1          | 0       | 1      |
| Tag Team Championship                 | 7          | 1       | 8      |
| X Division Championship               | 4          | 2       | 6      |
| Ogółem                                | 14         | 10      | 24     |

### Mecze
| Lp. | Posiadacz walizki | Mistrzostwo          | Wydarzenie           | Data                              | Wyniki | Odn           |
| --- | ----------------- | -------------------- | -------------------- | --------------------------------- | --- | ------------- |
| 1   | B.G. James        | Tag Team             | Against All Odds     | 10 lutego 2008                    | James i jego partner Bullet Bob Armstrong utracili TNA World Tag Team Champions na rzecz A.J. Stylesa i Tomko. | [ 8 ]         |
| 2   | Petey Williams    | X Division           | Impact!              | 17 kwietnia 2008                  | Williams pokonał Jaya Lethala, zostając nowym TNA X Division Championem. | [ 9 ]         |
| 3   | Scott Steiner     | World Heavyweight    | Sacrifice            | 11 maja 2008                      | Steiner przegrał z TNA World Heavyweight Championem Samoa Joem. | [ 10 ]        |
| 4   | Jay Lethal        | Tag Team             | Impact!              | 16 grudnia 2008                   | Lethal i jego partner Consequences Creed pokonali Beer Money, Inc. (Robert Roode i James Storm), zostając nowymi TNA World Tag Team Championami. Odcinek został wyemitowany 8 stycznia 2009 r. | [ 11 ]        |
| 5   | Homicide          | X Division           | Impact!              | 25 czerwca 2009                   | Homicide pokonał Suicide’a, zostając nowym TNA X Division Championem. Odcinek został wyemitowany 16 lipca 2009 r. | [ 12 ]        |
| 6   | Hernandez         | World Heavyweight    | Impact! No Surrender | 15 stycznia 2009 20 września 2009 | Hernandez wyzwał Stinga do walki o TNA World Heavyweight Championship i wygrał w wyniku dyskwalifikacji po interwencji Main event mafii. Wydarzenie to spowodowało, że Mick Foley oddał walizkę Hernandezowi i zapewnił mu drugą szansę walki o tytuł wagi ciężkiej. Hernandez przegrał z A.J. Stylesem, który został nowym TNA World Heavyweight Championem, w Five-way matchu. Innymi uczestnikami pojedynku byli Kurt Angle (ówczesny mistrz), Matt Morgan i Sting. | [ 13 ] [ 14 ] |
| 7   | Doug Williams     | X Division           | Impact!              | 19 stycznia 2010                  | Williams pokonał Amazing Reda, wygrywając TNA X Division Championship. Odcinek został wyemitowany 28 stycznia 2010 r. | [ 15 ]        |
| 8   | Samoa Joe         | World Heavyweight    | Against All Odds     | 14 lutego 2010                    | Joe został pokonany przez TNA World Heavyweight Championa, A.J. Styles, w No Disqualification matchu z Erikiem Bischoffem jako gościnnym sędzią specjalnym. | [ 16 ]        |
| 9   | Kevin Nash        | Tag Team             | Impact!              | 4 maja 2010                       | Nash i jego partner Scott Hall pokonali Matta Morgana, zostając nowymi TNA World Tag Team Championami. Odcinek został wyemitowany 13 maja 2010 r. | [ 17 ]        |
| 10  | Zema Ion          | X Division           | Impact Wrestling     | 30 stycznia 2014                  | Ion został pokonany przez TNA X Division Championa, Austina Ariesa. Odcinek został wyemitowany 6 lutego 2014 r. | [ 18 ]        |
| 11  | Gunner            | World Heavyweight    | Impact Wrestling     | 31 stycznia 2014                  | Gunner poniósł porażkę z TNA World Heavyweight Championem, Magnusem. Odcinek został wyemitowany 20 lutego 2014 r. | [ 19 ]        |
| 12  | James Storm       | Tag Team             | Impact Wrestling     | 19 września 2014                  | James Storm i Abyss pokonali The Wolves (Davey Richards i Eddie Edwards), zostając nowymi TNA World Tag Team Championami. Odcinek został wyemitowany 12 listopada 2014 r. | [ 20 ]        |
| 13  | Rockstar Spud     | X Division           | Impact Wrestling     | 31 stycznia 2015                  | Spud pokonał Low Kiego, zostając nowym TNA X Division Championem. Odcinek został wyemitowany 20 marca 2015 r. | [ 21 ]        |
| 14  | Austin Aries      | World Heavyweight    | Destination X        | 11 maja 2015                      | Aries poniósł porażkę z TNA World Heavyweight Championem, Kurtem Anglem. Odcinek został wyemitowany 10 czerwca 2015 r. | [ 22 ]        |
| 15  | GFW               | Tag Team             | Impact Wrestling     | 28 lipca 2015                     | Brian Myers i Trevor Lee pokonali The Wolves (Eddie Edwards i Davey Richards), zdobywając TNA World Tag Team Championship. Odcinek został wyemitowany 2 września 2015 r. | [ 23 ]        |
| 16  | James Storm       | Tag Team             | Impact Wrestling     | 31 stycznia 2016                  | Beer Money (James Storm i Bobby Roode) pokonali The Wolves (Davey Richards i Eddie Edwards), zdobywając TNA World Tag Team Championship. Odcinek został wyemitowany 8 marca 2016 r. | [ 24 ]        |
| 17  | Drew Galloway     | World Heavyweight    | Impact Wrestling     | 15 marca 2016                     | Galloway pokonał Matta Hardy’ego, zdobywając TNA World Heavyweight Championship. | [ 25 ]        |
| 18  | Eli Drake         | King of the Mountain | Impact Wrestling     | 23 kwietnia 2016                  | Drake pokonał Brama, zdobywając TNA King of the Mountain Championship. Odcinek został wyemitowany 31 maja 2016 r. | [ 26 ]        |
| 19  | Petey Williams    | X Division           | Redemption           | 22 kwietnia 2018                  | Williams przegrał z Mattem Sydalem w walce o tytuł mistrzowski. | [ 27 ]        |
| 20  | Eli Drake         | Tag Team             | Redemption           | 22 kwietnia 2018                  | Drake i jego partner Scott Steiner pokonali LAX (Santana i Ortiz), zdobywając Impact World Tag Team Championship. | [ 27 ]        |
| 21  | Eli Drake         | World                | Impact!              | 23 kwietnia 2018                  | Drake został pokonany przez ówczesnego Impact World Championa, Pentagóna Jr. Odcinek został wyemitowany 10 maja 2018 r. | [ 28 ]        |
| 22  | Chris Bey         | Tag Team             | Bound for Glory      | 21 października 2023              | ABC (Ace Austin i Chris Bey) pokonali The Rascalz (Trey Miguel i Zachary Wentz), zdobywając Impact World Tag Team Championship. | [ 29 ]        |
| 23  | Crazzy Steve      | Digital Media        | Impact!              | 22 października 2023              | Steve pokonał Tommy’ego Dreamera przez dyskwalifikację, przez co nie zdobył mistrzostwa Digital Media. Odcinek został wyemitowany 9 listopada 2023 r. | [ 30 ]        |
| 24  | Moose             | World                | Hard To Kill         | 13 stycznia 2024                  | Moose pokonał Alexa Shelleya, zdobywając TNA World Championship. | [ 31 ]        |